# فيكتور بيرنال
فيكتور بيرنال (بالإنجليزية: Victor Bernal)‏ هو لاعب كرة قاعدة أمريكي، ولد في 6 أكتوبر 1953 في لوس أنجلوس في الولايات المتحدة، وتوفي في 2 سبتمبر 2006 في أركاديا في الولايات المتحدة.

## وصلات خارجية
- فيكتور بيرنال على موقعبيزبول رفرنس.كوم (الدوري الرئيسي) (الإنجليزية)
- فيكتور بيرنال على موقعبيزبول رفرنس.كوم (الدوري الثانوي) (الإنجليزية)
- فيكتور بيرنال على موقع مشجعي الرسوم البيانية (الإنجليزية)